# 角田浜村
角田浜村（かくだはまむら）は、かつて新潟県西蒲原郡にあった村。1901年11月1日の合併によって消滅し、現在は新潟市西蒲区の一部となっている。
以下の記述は合併直前当時の旧角田浜村に関しての記述であり、現在では名称等が異なる場合がある。なお、ここに記述されていない内容に関しては新潟市などの記事を参照。

## 概要
江戸期から1889年（明治22年）まであった村で、成立時期は不明。地名は角田山にちなんだもの。角田山麓の妙光寺や岩穴洞窟遺跡に日蓮を中心とした伝説がある。

## 地理
北西側は日本海に面する。

## 地域
合併を行わないで発足した村であるため、大字は編成していない。当時の村域は現在の新潟市西蒲区角田浜に該当する。

## 沿革
- 1616年（元和2年） : 長岡藩領となる。
- 1702年（元禄15年） : 幕府領となる。
- 1746年（延享3年） : 長岡藩領となる。
- 1749年（元禄15年） : 幕府領となる。
- 1752年（宝暦2年） : 長岡藩領となる。
- 1760年（宝暦10年） : 幕府領となる。
- 1889年（明治22年）4月1日 - 町村制施行に伴い西蒲原郡角田浜村が村制施行し、角田浜村が発足。
- 1901年（明治34年）11月1日 - 西蒲原郡越前浜村、木山村（一部）と合併し、角田村となり消滅。大字角田浜となる。